# Marjolein Rothman
Marjolein Rothman (Eibergen, 1974) is een Nederlandse kunstschilder. Ze woont en werkt in Amsterdam.
Van 1994 tot 1999 studeerde Rothman aan de schilderafdeling van de AKI in Enschede. Hierna was ze resident aan de Rijksakademie van beeldende kunsten van 2003 tot 2004 waar ze les kreeg van onder andere Luc Tuymans. In 2004 won ze de Koninklijke Prijs voor Vrije Schilderkunst. Sinds 2011 doceert ze aan de AKI.
Rothmans werk wordt internationaal tentoongesteld. Haar eerste internationale solotentoonstelling vond in 2009 plaats bij de Wetterling Gallery in Stockholm. In 2014 werd haar ontwerp voor het Koningsbeeld voor de Raadzaal in Amsterdam gekozen, sindsdien is het beeld daar te bezichtigen.
- Gemeinsame Normdatei: 142476765
- RKD-Nederlands Instituut voor Kunstgeschiedenis: 119951
- Système universitaire de documentation: 232757836
- Virtual International Authority File: 130954707
- WorldCat: E39PBJycJRJrTdpcpHMrHDqxXd